# 阿里-埃斯佩南
阿里-埃斯佩南（法語：Aries-Espénan，法語發音：[aʁi ɛspenɑ̃]）是法国上比利牛斯省的一个市镇，属于塔布区。该市镇于1858年由原市镇阿里（Aries）和埃斯佩南（Espénan）合并而成。

## 地理
阿里-埃斯佩南（43°16'37"N, 0°31'50"E）面积5.55 平方千米，位于法国奧克西塔尼大區上比利牛斯省，该省份为法国西南部内陆省份，北至热尔省，西接大西洋比利牛斯省，南与西班牙接壤，东临上加龙省。
与阿里-埃斯佩南接壤的市镇（或旧市镇、城区）包括：萨里亚克-马尼奥阿克、贝特贝兹、卡斯泰尔诺-马尼奥阿克、锡佐斯、德韦兹、蒙莱翁马尼奥阿克。

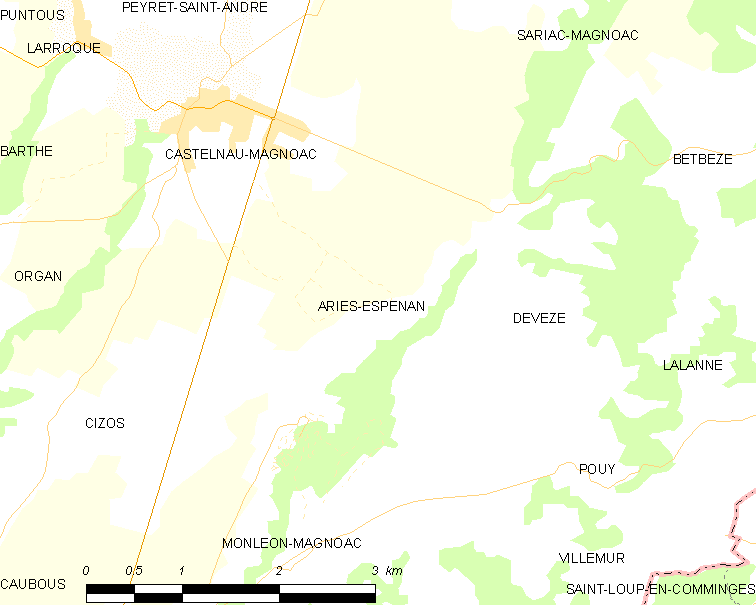
阿里-埃斯佩南的OSM定位图

阿里-埃斯佩南的时区为UTC+01:00、UTC+02:00（夏令时）。

## 行政
阿里-埃斯佩南的邮政编码为65230，INSEE市镇编码为65026。

## 政治
阿里-埃斯佩南所属的省级选区为山丘县。

## 人口

1962-2008年间阿里-埃斯佩南人口变化图示

阿里-埃斯佩南于2022年1月1日时的人口数量为86人。